# 河南宜洛矿难
河南宜洛矿难，是1950年2月27日发生于中华人民共和国河南省洛阳市的一场重大矿难，是中华人民共和国建国以来的第一场最大安全责任事故。 发生爆炸的宜落煤矿位于洛阳城西南70里处，隶属于国营河南新豫煤矿公司，事故共造成174名矿工死亡（一说187人）、39人受伤，被炸面积为10600平方米，超过井下工作面积的三分之一。

## 简介
河南省洛阳市宜落煤矿建立于1907年。 1950年2月27日晚6时45分，煤矿的李沟井发生爆炸。此次矿难中，除部分矿工被当场烧死外，大部分矿工由于空气不通畅而被闷死。 由于没有专业救护队伍，且技术条件落后，事故救援时间长达55天，直到4月22日最后一具尸体运出。
据档案记载，事故原因可能是工人吸烟划火导致瓦斯爆炸（事发矿井煤层内含大量沼气）。 此外，带班组长允许工人集体偷煤、破坏工程，爆炸引起煤层棚柱多处倒塌，阻塞了巷道。
矿难发生时期，中国大陆的伤亡事故责任追究制度尚未建立。 1950年6月2日，时任中国国务院总理周恩来召开会议，成立专门小组研究处理这一事故。 此后，河南省及地方共有10余名主要领导和相关人员遭到严厉处分、两人遭枪决。 其中，时任河南省人民政府主席吴芝圃、副主席牛佩琮被予以警告处分。
中国官方对此次矿难的定论是“这是新中国成立不到半年发生的第一起最大、最重、最惨痛的安全责任事故”。